# Peter Larsson (fotbollsspelare född 1984)
Peter Karl-Johan Larsson, född 30 april 1984 i Halmstad, är en svensk före detta fotbollsspelare (mittback). 

## Klubbkarriär
Larsson började spela fotboll i IF Centern men anslöt till Halmstads BK:s ungdomslag 1999. Han flyttades upp till A-truppen 2003 och debuterade i Allsvenskan i augusti året därpå, mot Hammarby IF. Till en början användes han, på grund av hård konkurrens i mittförsvaret, ofta som högerback men lyckades så småningom spela till sig en ordinarie plats som mittback.
Sommaren 2008 värvades Larsson till danska FC Köpenhamn, för vilka han debuterade i SAS Ligaen den 27 juli. Han lånades ut till Helsingborgs IF inför säsongen 2011.
Den 31 augusti 2012 värvades Larsson av Helsingborgs IF, där han skrev på ett kontrakt säsongen ut. Inför säsongen 2013 förlängde Larsson sitt kontrakt med tre år. I november 2015 förlängde han sitt kontrakt med två år.
I november 2017 återvände Larsson till Halmstads BK, där han skrev på ett tvåårskontrakt. Efter säsongen 2019 avslutade Larsson sin karriär.

## Landslagskarriär
Efter att tidigare gjort två U-landskamper debuterade Larsson 13 januari 2008 i Sveriges landslag, via ett inhopp mot Costa Rica under landslagets årliga vinterturné. Samtidigt blev han den 1000:e spelaren att representera det svenska landslaget. Under samma turné gjorde han även sin första landskamp från start, mot USA sex dagar senare. Han togs ut som reserv på hemmaplan under EM 2008.